# Боровка (приток Сожи)
Боровка — река в России, протекает по Тотемскому району Вологодской области. Устье реки находится в 2 км от устья Сожи по правому берегу. Длина реки составляет 13 км.
Исток Боровки находится в Тотемском районе Вологодской области в болотах примерно в 36 км к северо-востоку от Солигалича. Всё течение реки лежит в заболоченном ненаселённом лесном массиве. Генеральное направление течения — северо-запад, крупных притоков нет.

## Данные водного реестра
По данным государственного водного реестра России относится к Двинско-Печорскому бассейновому округу, водохозяйственный участок реки — Северная Двина от начала реки до впадения реки Вычегда, без рек Юг и Сухона (от истока до Кубенского гидроузла), речной подбассейн реки — Сухона. Речной бассейн реки — Северная Двина.
Код объекта в государственном водном реестре — 03020100312103000007544.